# TJ Náměšť nad Oslavou
TJ Náměšť nad Oslavou (celým názvem: Tělovýchovná jednota Náměšť nad Oslavou) je český sportovní klub, který sídlí v Náměšti nad Oslavou v Kraji Vysočina. Založen byl v roce 1924. Svůj současný název nese od roku 1957. Oddíl ledního hokeje TJ Náměšť nad Oslavou působí od sezóny 2020/21 v Krajské lize Vysočiny, čtvrté české nejvyšší soutěži ledního hokeje. Své domácí zápasy odehrává na zimním stadionu Náměšť nad Oslavou. Klubové barvy jsou modrá, žlutá a bílá.
Mimo oddíl ledního hokeje má sportovní klub i jiné oddíly, mj. oddíl gymnastiky, minigolfu, šachů, tenisu a volejbalu.

## Historické názvy
Zdroj: 
- 1924 – SK Náměšť nad Oslavou (Sportovní klub Náměšť nad Oslavou)
- 1948 – TOKO Náměšť nad Oslavou (Továrny koberců Náměšť nad Oslavou)
- 1953 – DSO Jiskra Náměšť nad Oslavou (Dobrovolná sportovní organisace Jiskra Náměšť nad Oslavou)
- 1957 – TJ Náměšť nad Oslavou (Tělovýchovná jednota Náměšť nad Oslavou)

## Přehled ligové účasti (oddíl ledního hokeje)
Stručný přehled
Zdroj: 
- 2008–2010: Žďárský okresní přebor (5. ligová úroveň v České republice)
- 2010–2011: Žďárský okresní přebor – sk. A (5. ligová úroveň v České republice)
- 2011–2013: Žďárský okresní přebor (5. ligová úroveň v České republice)
- 2013–2020: Krajská soutěž Vysočiny (5. ligová úroveň v České republice)
- 2020– : Krajská liga Vysočiny (4. ligová úroveň v České republice)

Jednotlivé ročníky
Zdroj: 
Legenda: ZČ – základní část, červené podbarvení – sestup, zelené podbarvení – postup, fialové podbarvení – reorganizace, změna skupiny či soutěže
| Česko (2008 – ) |                                |           |           |                                       |               |
| Sezóny          | Soutěž                         | Úroveň    | ZČ        | Play-off, nadstavba, sk. o udržení... | Poznámky      |
| 2008/09         | Žďárský okresní přebor         | 5. úroveň | 1. místo  |                                       |               |
| 2009/10         | Žďárský okresní přebor         | 5. úroveň | 1. místo  |                                       | Reorganizace  |
| 2010/11         | Žďárský okresní přebor – sk. A | 5. úroveň | 3. místo  |                                       | Reorganizace  |
| 2011/12         | Žďárský okresní přebor         | 5. úroveň | 3. místo  |                                       |               |
| 2012/13         | Žďárský okresní přebor         | 5. úroveň | 2. místo  |                                       | Změna soutěže |
| 2013/14         | Krajská soutěž Vysočiny        | 5. úroveň | 1. místo  | Finále                                |               |
| 2014/15         | Krajská soutěž Vysočiny        | 5. úroveň | 6. místo  | Skupina o umístění (5. místo)         |               |
| 2015/16         | Krajská soutěž Vysočiny        | 5. úroveň | 6. místo  |                                       |               |
| 2016/17         | Krajská soutěž Vysočiny        | 5. úroveň | 2. místo  | Vítěz                                 |               |
| 2017/18         | Krajská soutěž Vysočiny        | 5. úroveň | 1. místo  | Vítěz                                 |               |
| 2018/19         | Krajská soutěž Vysočiny        | 5. úroveň | 1. místo  | Vítěz                                 |               |
| 2019/20         | Krajská soutěž Vysočiny        | 5. úroveň | 5. místo  |                                       | Reorganizace  |
| 2020/21         | Krajská liga Vysočiny          | 4. úroveň | –. místo  |                                       | Zrušeno       |
| 2021/22         | Krajská liga Vysočiny          | 4. úroveň | 10. místo | Ne                                    |               |
| 2022/23         | Krajská liga Vysočiny          | 4. úroveň | 9. místo  | Předkolo                              |               |
| 2023/24         | Krajská liga Vysočiny          | 4. úroveň | 8. místo  | Čtvrtfinále                           |               |